# Pomona (botànica)
Una pomona és una reproducció fidedigna en cera, guix o alabastre d'una fruita amb l'objectiu de conservar, conèixer i il·lustrar les diferents varietats de fruita en un moment en què no hi havia accés al registre mitjançant fotografies.

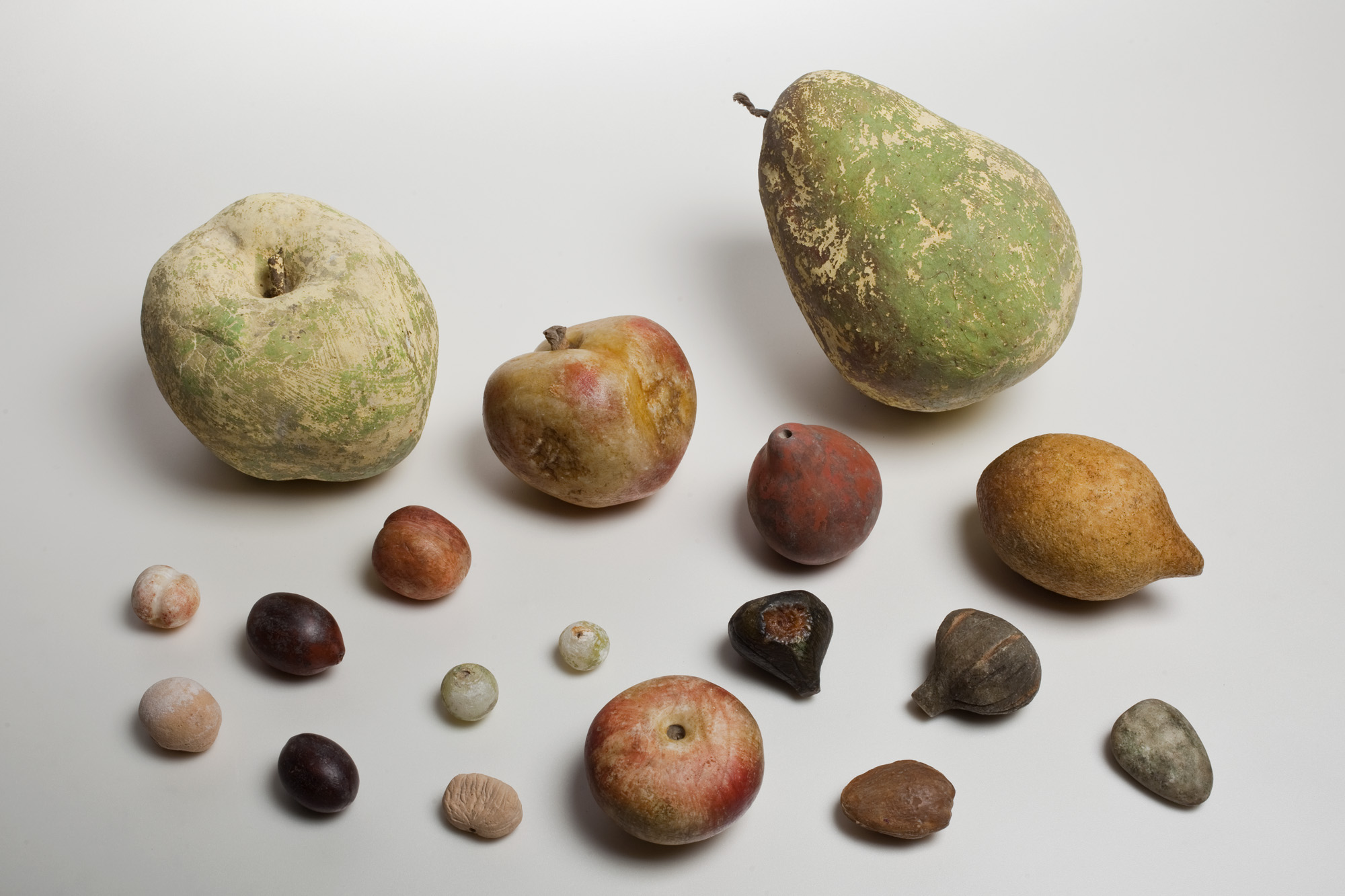
Pomona española del Gabinet Salvador. Fotografia: Jordi Vidal

La família Salvador va incorporar a la seva col·lecció de ciències naturals una col·lecció de pomones amb l'objectiu de disposar d'un ampli mostrari dels fruits i fruites cultivats a Espanya. Aquesta col·lecció es coneix amb el nom de "Pomona española" i va arribar a estar composta per més de quatre-cents exemplars. Actualment aquesta col·lecció, com tot el conjunt del gabinet Salvador, es troba a l'Institut Botànic de Barcelona.